# Louis Zutter
Jules Alexis Zutter, detto Louis (Les Ponts-de-Martel, 2 dicembre 1865 – Boudry, 10 novembre 1946), è stato un ginnasta svizzero.
Era domiciliato a Peseux e membro della Neuchâtel Amis Gym.
Si presentò privatamente alle Olimpiadi di Atene del 1896, ma ottenne notevoli successi affrontando lo squadrone tedesco e la marea di atleti greci, in pratica partecipò a cinque gare su otto vincendo medaglie in tre gare.

## Palmarès

### Giochi olimpici
- - Cavallo con maniglie - Atene 1896
- - Parallele - Atene 1896
- - Volteggio - Atene 1896

### Altri piazzamenti
- 4º - Trave - Atene, 1896